# 大野氏 (肥後国)
大野氏（肥後国）は、日本の氏族。平安時代～安土桃山時代まで肥後国大野別府（現在の熊本県玉名市、旧岱明町辺り）の荘官、地頭。

## 概要
- 大野氏の氏寺として天長元年(824)に加善大徳が寿福寺を開山。寿福寺は天台宗比叡山延暦寺の末寺で後の繁根木(はねぎ)八幡宮神宮寺。現玉名市図書館近辺。
- 紀大野隆村（きのおおのたかむら）は、応和元年(961)、第62代・村上天皇の勅願で山城国 石清水八幡宮を歓請し現在の熊本県玉名市、繁根木(はねぎ)八幡宮を創建、大野別府250町歩(250ヘクタール)の総鎮守にした。

- 大野別府は、大野荘とも呼ばれる荘園 (日本)で領主は紀姓の大野氏。領家は福岡の筥崎宮(筥崎八幡宮)。本家は京都の石清水八幡宮。

- 紀氏の紀国隆(きのくにたか)は建久4年(1193)大野別府の地頭。

- 国隆の子、大野十郎秀隆は大野氏の居城であった日嶽城(ひだけじょう)の城主。惣領職。秀隆の兄弟は中村、築地(ついじ)、河崎、中尾、岩崎、二塚(山田)、尾崎氏となった。
- 大野小次郎、大野岩崎太郎、大野田十郎は弘安4年(1281)元寇、弘安の役に出陣、奮戦した。戦後、蒙古合戦勲功賞で田畑、屋敷の恩賞を得た。
- 鎌倉～室町時代(1185～1573)にかけて大野別府の貿易港、高瀬津(港)から中国大陸(アモイ、マカオ)、東南アジア(バンコク、マニラ)などと幅広い交易を行った。

- 大野氏は南北朝時代 (日本)(1336～1392)、南朝 (日本)方として菊池氏と共に動いた。
- 大野伊勢守光隆、大野式部大輔乗資は正平14年(1359,北朝年号延文4年)菊池武光と共に日本三大合戦にも数えられる筑後川の戦い、大保原合戦(おおほばるかっせん）に出陣。
- 大野出羽守朝隆(光隆の子)は応安10年(1377)5月3日、日嶽城城主となった。応永10年(1403)大野別府領内の寿福寺、静空御坊 鎮慶に河崎名 向津留(むこうづる)不動堂の免畠(免田)を寄進した。
- 大野紀重門は天文7年(1538)大野別府領内の繁根木八幡宮 再建の檀那。

- 大野別府の北側に隣接する北朝方の野原荘、地頭小代氏は1581年3月、肥前の龍造寺隆信の命で、日嶽城、高道城、上村城を攻めた(金山原の合戦)。日嶽城 城主 大野弾正親祐、大野左馬介は一族挙げて奮戦するも4倍以上の小代勢力に多くが討ち死。生き残った大野一族は南へ逃れた。その後、大野左馬介は1589年、熊本藩藩主となる加藤清正の家臣(俸禄３百石)となった。
- 大野左馬介の子、大野新助は旧大野別府領内の現玉名市滑石へ復帰。新助-大野四郎兵衛 親秀(天和元年 1681年卒)-大野次左衛門親昌と続き、親昌の3子が滑石奥屋敷、中屋敷、表屋敷に分かれた。親昌の兄、大野源八は寛文5年(1665)御物頭役(俸禄2百石)で細川氏に仕えて分家した。
- 旧滑石村の庄屋、奥屋敷の大野利平次の次男、大野十左衛門一隆は寛政元年(1789)より大規模な干拓、用水路開発事業(大野牟田)を行い、その功により熊本藩(肥後細川藩)武士の役職の一つ「諸役人段」に列せられた。
- 旧滑石村の大野一則(奥屋敷から分家の小路屋敷)は昭和3年(1928)「玉名郡大地主調」で徳米俵数2000/年。
- 大野別府があった旧岱明町(現玉名市)の町長、大野金吉は小学校教頭、校長などを務めていた門岡 久氏に明治百年記念の岱明町事業として『岱明町地方史』執筆を要請し、昭和44年(1969)に発行された。